# Elatostema tenuireceptaculum
Elatostema tenuireceptaculum är en nässelväxtart som beskrevs av Wen Tsai Wang. Elatostema tenuireceptaculum ingår i släktet Elatostema och familjen nässelväxter. Inga underarter finns listade i Catalogue of Life.